# Lavans-Vuillafans
Lavans-Vuillafans – miejscowość i gmina we Francji, w regionie Burgundia-Franche-Comté, w departamencie Doubs.
Według danych na rok 1990 gminę zamieszkiwało 158 osób, a gęstość zaludnienia wynosiła 16 osób/km² (wśród 1786 gmin Franche-Comté Lavans-Vuillafans plasuje się na 586. miejscu pod względem liczby ludności, natomiast pod względem powierzchni na miejscu 441.).